# Portchester Castle
Portchester Castle är ett slott i Storbritannien.   Det ligger i grevskapet Hampshire och riksdelen England, i den södra delen av landet, 100 km sydväst om huvudstaden London. Portchester Castle ligger 4 meter över havet.
Terrängen runt Portchester Castle är platt. Havet är nära Portchester Castle söderut.  Närmaste större samhälle är Portsmouth, 4,5 km söder om Portchester Castle. 